# Kreis Suot Tasna
| Suot Tasna           | Suot Tasna        |
| -------------------- | ----------------- |
| Suot Tasna           |                   |
| Basisdaten           |                   |
| Staat:               | Schweiz           |
| Kanton:              | Graubünden (GR)   |
| Bezirk:              | Inn               |
| Hauptort:            | Scuol             |
| Fläche:              | 438,61 km²        |
| Einwohner:           | 4646 (31.12.2009) |
| Bevölkerungsdichte:  | 11 Einw. pro km²  |
| Aufgehoben am:       | 31. Dezember 2015 |
| Karte                |                   |
| Karte von Suot Tasna |                   |

Der Kreis Suot Tasna (deutsch unterhalb oder unter Tasna) bildete bis zum 31. Dezember 2015 zusammen mit den Kreisen Val Müstair, Sur Tasna und Ramosch den Bezirk Inn des Kantons Graubünden in der Schweiz. Der Sitz des Kreisamtes war in Scuol. Durch die Bündner Gebietsreform wurden die Kreise aufgehoben.

## Gemeinden
Der Kreis setzte sich aus folgender Gemeinde zusammen:
| Wappen | Name der Gemeinde | Einwohner (Dez. 2009) | Fläche in km² | BFS-Nr |
| ------ | ----------------- | --------------------- | ------------- | ------ |
| Scuol  | Scuol             | 4646                  | 438,61        | 3762   |

## Veränderungen im Gemeindebestand seit 2000

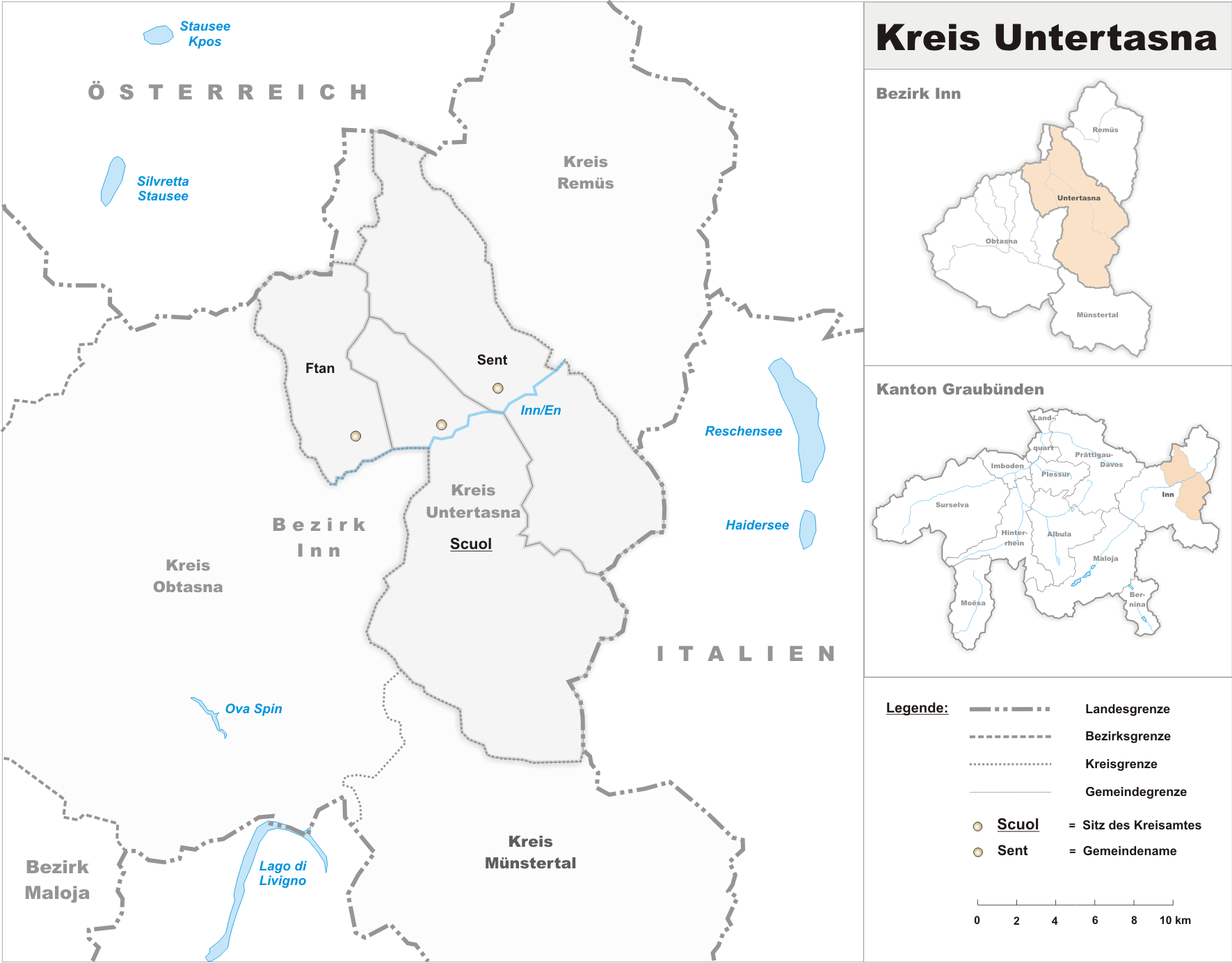
Gemeinden bis 2014

### Fusion
- 2015: Ftan, Scuol und Sent → Scuol (plus Ardez, Guarda und Tarasp aus dem Kreis Sur Tasna)